# Prehistorie van Oezbekistan

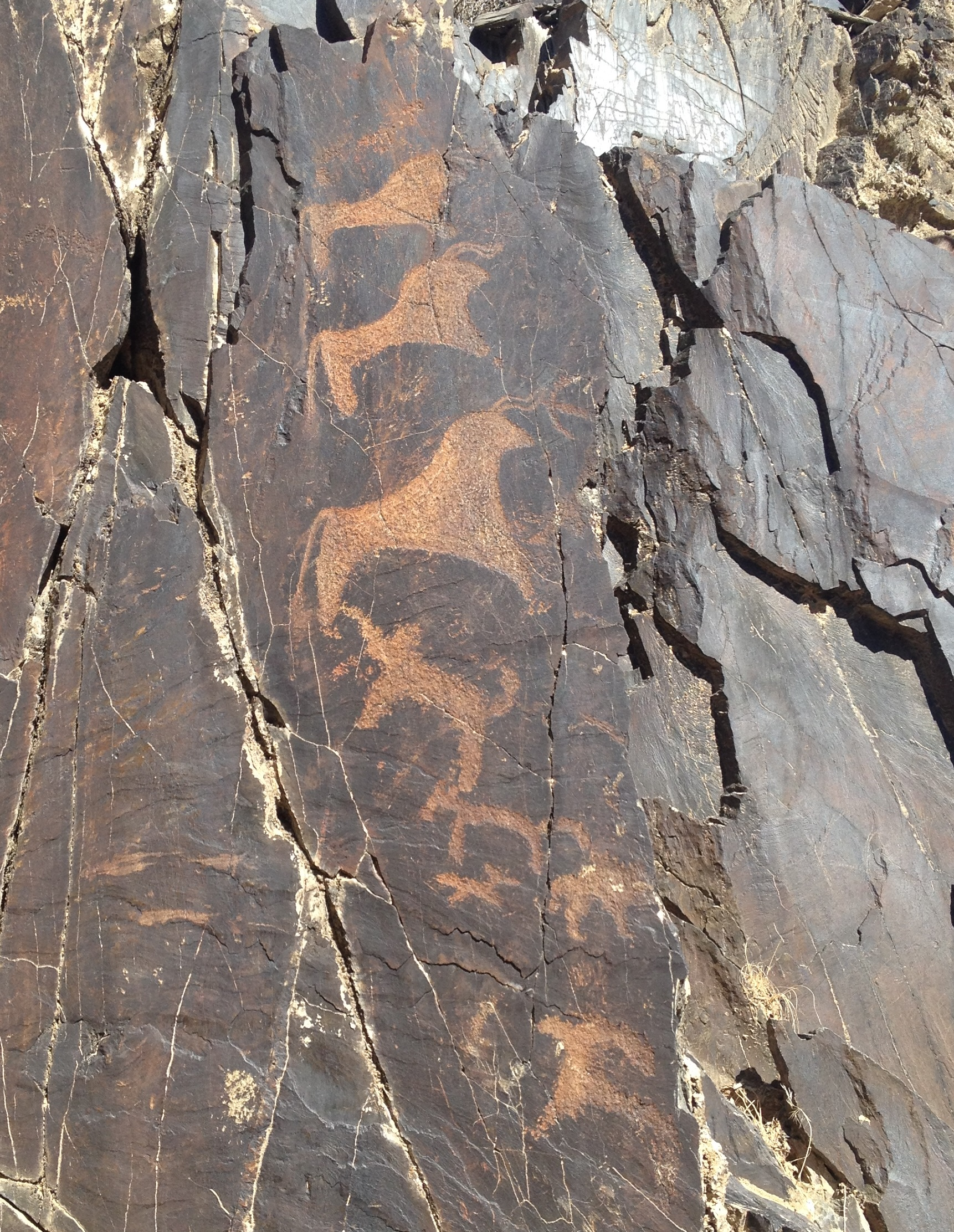
petrogliefen bij Sarmishsoy

De prehistorie van Oezbekistan beschrijft de vroege geschiedenis van Oezbekistan van de oude steentijd tot het begin van de historische periode in het huidige Oezbekistan.

## Paleolithicum
Het grondgebied van de moderne Oezbekistan werd bewoond door oude mensen in het vroegpaleolithicum, zoals blijkt uit de vondsten van stenen gereedschappen in de gebieden van Ferghana en Buchara.  
In het Pleistoceen was het klimaat gematigd en dit droeg bij aan een bredere menselijke nederzetting tijdens het middenpaleolithicum, waarvan sporen werden gevonden in de Karakum en Kyzylkum-woestijnen. In 1947 ontdekte David Lev een fragment van een menselijk dijbeen in de Omonqoʻton-grot in de regio Samarkand. De Amir-Temurgrot in de Baysuntau diende als tijdelijke schuilplaats voor mensen uit het Moustérien. 
In 1931-1948 ontdekt een expeditie onder deelname van Gavriil Parfenov en Aleksej Okladnikov resten van neanderthalers in de Teshik-Toshgrot in de regio Surxondaryo. Opvallend was het graf van een jongen van 8-9 jaar, welke reden gaf om te spreken over het oudste ritueel van menselijke begrafenis op het grondgebied van de voormalige Soviet-Unie. Het graf behoorde tot het Moustérien. 
In 2003 werden resten van een juveniele neanderthaler gevonden in de Obirahmatgrot in de provincie Tasjkent. In hetzelfde jaar werden in de Angilak-grot, gelegen ten noordwesten van Teshik-Tosh in de provincie Qashqadaryo, aan de zuidelijke voet van de Zarafsjon (ten noorden van het Hisorgebergte) Moustérienwerktuigen en een vijfde middenvoetsbeen van een mens ontdekt, waarvan de grootte ligt tussen dat van de neanderthaler en de anatomisch moderne mens. De leeftijd is 38-44.000 BP. 
Een andere Moustérien-site is Takaliksay aan de oever van de Bulbulzorsoy.  
Op de sites Ertashsayai-12 en Kuksaray-2 aan de middenloop van de Ohangaron behoren de lagen tot het midden- tot laatpaleolithicum. Fragmenten van schedels op de Samarkand-site stammen uit het laatpaleolithicum. 
In de cultuurlagen van de Koʻlbuloq en Samarkand-sites is vuurbeheersing de belangrijkste aangetoonde levensactiviteit van mensen uit het laatpaleolithicum. De laatpaleolithische lagen 2. 2 en 2. 1 weerspiegelen opeenvolgende stadia van de ontwikkeling van een enkele Koʻlbuloqcultuur (41-13.000 BP). 

## Mesolithicum
De overgang naar het mesolithicum begon rond 15-12.000 BP. Karakteristieke sites zijn onder andere de bovenste lagen van de Machay-grot in de regio Boysun in het zuiden van Oezbekistan en de petrogliefen in de regio Sherobod. Er werden mesolithische grotschildering gevonden in de Zarautsoy-grot. In deze periode begonnen mensen de "drukmethode" te gebruiken voor het vervaardigen van stenen gereedschappen. De boog begon te worden gebruikt als jachtwapen, en de gevonden benen pijlpunten en haken wijzen op de vorming van visserij als volwaardige tak van levensvoorziening. 

## Neolithicum

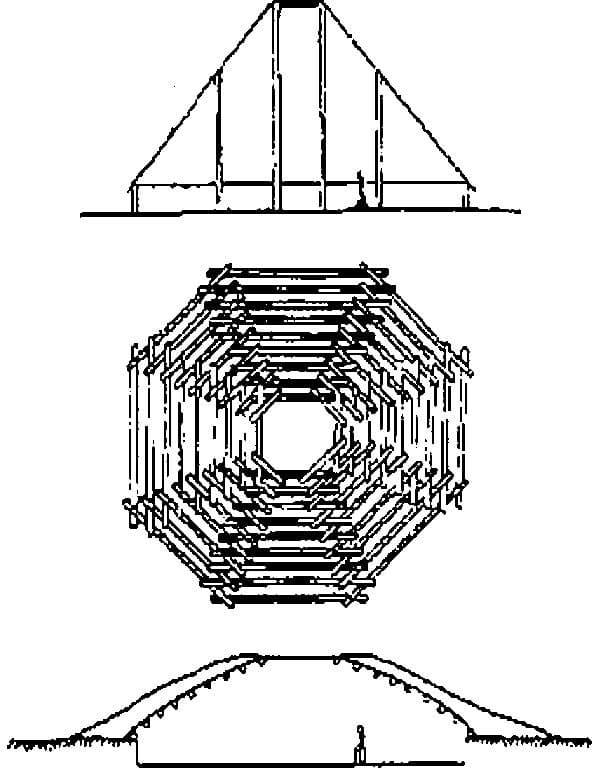
Jonbos 4: gemeenschappelijke woonruimte van de Kelteminarcultuur

Een analyse van dierlijke botten in de abri van  Kaynar Kamar in het Hisorgebergte toonde dat de lokale bevolking in het 6e millennium v.Chr. over ging op veeteelt. Het aantal schapen bleef toenemen, evenals geiten. De dieren werden geleidelijk kleiner. Voor het eerst verschenen er runderbotten in de regio. 
Het gevorderde neolithicum werd aangetoond op een site aan de westelijke rand van de Kyzylkum, nabij de oevers van de Amu Darja, de Uzun-site in het noordelijke deel van de Karakum, grotschuilplaatsen in de Surxondaryo-regio en individuele vondsten in de Tasjkent, Ferghana, Samarkand en Surxondaryo-regio's. De stenen werktuigen hebben de vorm van microlieten. Primitief aardewerk, bergveeteelt en weven ontwikkelden zich. 
Van het 6e tot het 2e millennium v. Chr. was de Hisorcultuur wijdverspreid op het grondgebied van de Hisorvallei. 
Tijdens de Chorasmië-expeditie onder leiding van Sergej Tolstov werd het bestaan van een sedentaire levensstijl bevestigd door de ontdekking van een oude woning in de Jonbos 4-site, gebouwd van hout met rietvloeren. In het midden van de kamer was een grote haard. Het aantal inwoners van deze woning werd geschat op ongeveer 100/125 personen. Deze periode werd door Tolstov gedefinieerd als de Kelteminarcultuur, daterend van het einde van het 4e tot het begin van het 3e millennium v.Chr. De hier gevonden artefacten geven een idee van de mate van ontwikkeling van de economie onder de inwoners van Zuid-Oezbekistan. Individuele vondsten werden ook gedaan in de nederzetting van oud-Termiz, de grotten van Sherabad en de districten van Tasjkent, Samarkand en Chust. Paleoantropologische overblijfselen werden gevonden op de Sazagan-site (Sazagancultuur).

## Bronstijd

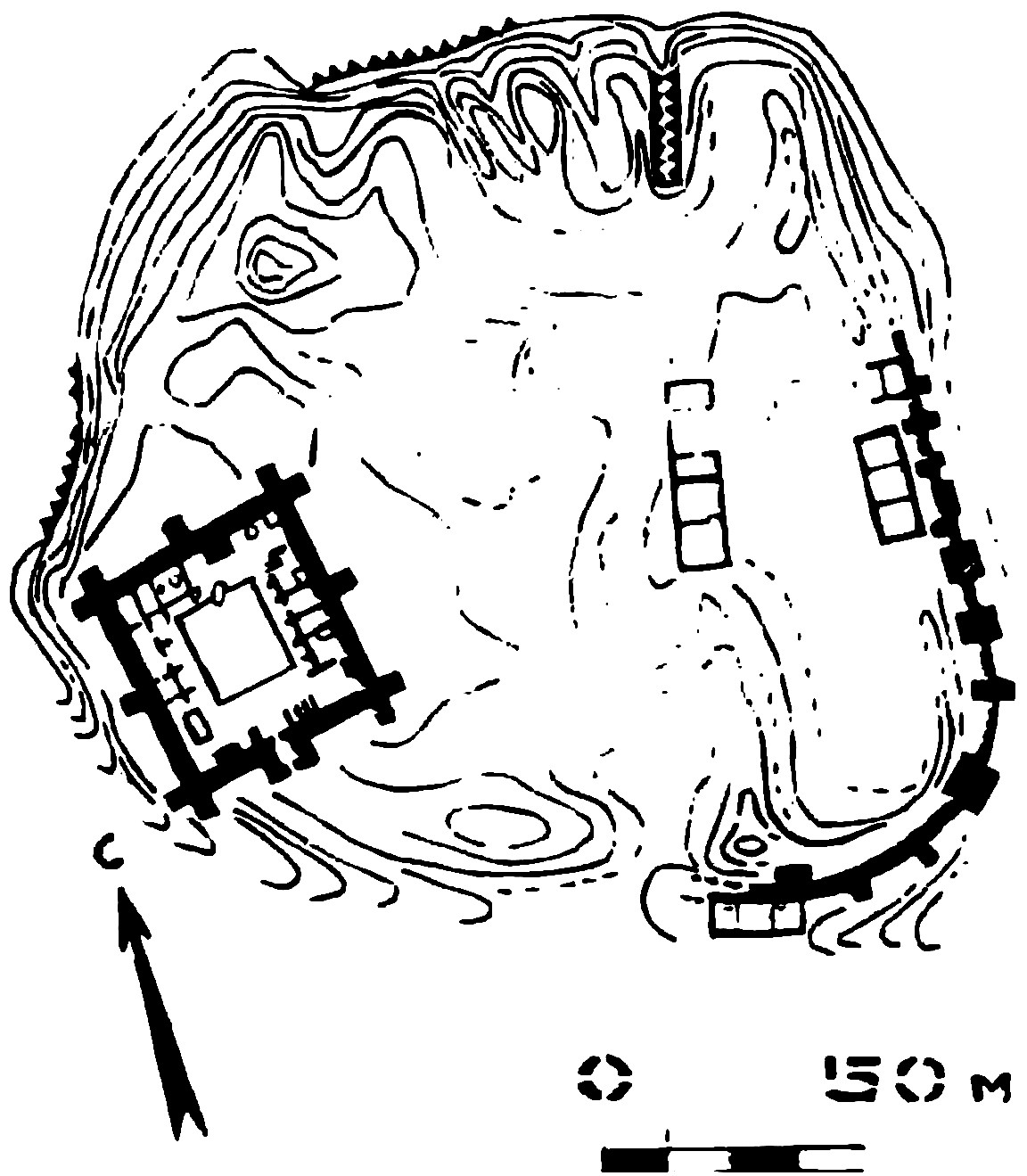
plattegrond van Jarqoʻton

De bronstijd in de geschiedenis van Oezbekistan omvat de 3e en 1e eeuw van het 1e millennium v.Chr. Ze wordt bepaald door de Tazabagjabcultuur, kenmerkend voor de sites van herders van de steppezone in gebieden met seizoensgebonden waterreservoirs, steppen en woestijnen van Centraal-Azië. Naast sites van de Tazabagjabcultuur ontdekte Yahyo Gʻulomov bij Jonbos qalʼa een late bronstijd-site van de Suvyorgancultuur. Deze periode werd gekenmerkt door een arbeidsverdeling in veehouders en landbouwers. Een aantal oude kopermijnplaatsen zijn te vinden in bijna alle bergketens van Oezbekistan. 
De sites van dit tijdperk lijken erg op die van de bronstijd in de Wolgaregio, Oekraïne en West-Siberië, maar er is geen gelijkenis met de voorafgaande Anau-Namazgacultuur. In termen van techniek, ornament en vormen van aardewerkproductie uit de bronsperiode liggen deze zeer dicht bij de sites van de Andronovo, Sroebna, Chvalynsk, en Catacomben-culturen van de bronstijd. 
In het midden van de Amu Darya werden in de eerste helft van het 2e millennium v.Chr. een aantal belangrijke centra ontwikkeld, zoals Sappali Tepe, Jarqoʻton en Kuchuk Tepe. Jarqoʻton was een proto-stad met een oppervlakte van 4 hectare. Er is een reeks continue woongebouwen bestudeerd, er is een "vuurtempel" (een platform met een altaar in het midden, omringd door een rechthoekige muur met torens), een paleis en een aangrenzend fort, en 1. 500 graven. De stad werd verlaten aan het einde van het 2e - begin van het 1e millennium v.Chr. Aan het begin van het 1e millennium v.Chr. verschenen, samen met pastorale en agrarische stammen in een aantal laagland- en voorgebergten, de eerste gemeenschappen van boeren van de Chustcultuur, vernoemd naar de eerste nederzetting die in de buurt van de stad Chust werd bestudeerd. Het centrum van de Chust-stammen van Ferghana was de nederzetting Dalvarzintepa.

## Begin ijzertijd en historische periode
De eerste helft van het eerste millennium v. Chr. was een overgangsperiode die werd gekenmerkt door de productie van gereedschappen van ijzer. Deze periode is niet alleen bekend van fysieke sites, maar ook door oude geschreven bronnen uit China, Iran, Griekenland, etc.